# Bostrichobranchus septum
Bostrichobranchus septum is een zakpijpensoort uit de familie van de Molgulidae. De wetenschappelijke naam van de soort werd in 1978 voor het eerst geldig gepubliceerd door Claude Monniot.